# Chris Gibson
Christopher Patrick Gibson dit Chris Gibson, né le 13 mai 1964 à Rockville Centre, est un homme politique américain, représentant républicain de l'État de New York à la Chambre des représentants des États-Unis de 2011 à 2017.

## Biographie
Chris Gibson est originaire de Rockville Centre. Son père est mécanicien d'ascenseur et sa mère est femme au foyer. Il rejoint la New York National Guard de 1981 à 1986, année où il est diplômé d'un bachelor of arts du Siena College. À partir de 1986, il intègre l'United States Army. Il sert notamment au Koweït pendant la guerre du Golfe, au Kosovo ainsi qu'en Irak. À la fin des années 1990, il étudie à l'université Cornell où il obtient un master puis un doctorat. Il est ensuite professeur à l'Académie militaire de West Point.
Il quitte l'United States Army en février 2010, il est alors colonel de la 82e division aéroportée. Il se présente à la Chambre des représentants des États-Unis dans le 20e district de New York face au représentant démocrate sortant, Scott Murphy, élu en 2009 lors d'une élection partielle pour succéder à Kirsten Gillibrand. Porté par la vague républicaine, il remporte l'élection avec 54,8 % des voix dans un district historiquement républicain.
Avant les élections de 2012, les circonscriptions sont redécoupées. Son district devient le 19e district, il comprend les montagnes Catskill et la vallée de l'Hudson entre Kingston et Troy. Il est réélu avec 52,8 % des voix face au démocrate Julian Schreibman, alors que Barack Obama remporte le district lors de l'élection présidentielle concomitante.
En 2014, il affronte le jeune millionnaire Sean Eldridge, époux de Chris Hughes. Gibson dispose d'une forte approbation chez les démocrates et Eldridge est accusé de parachutage. Disposant d'une large avance dans les sondages, il bat facilement Eldridge avec 64,5 % des voix.
En faveur d'une limitation des mandats dans le temps, il annonce en janvier 2015 qu'il ne sera pas candidat à un nouveau mandat en 2016. Il est un temps pressenti pour se présenter au poste de gouverneur de l'État de New York, mais annonce en février 2016 qu'il ne sera pas candidat. Après son retrait du Congrès, il devient professeur au Williams College,.

## Positions politiques
Chris Gibson est républicain modéré. Il est en faveur du droit à l'avortement (jusqu'à 21 semaines) et vote aux côtés des démocrates concernant les droits LGBT (il est en faveur du mariage homosexuel) et l'environnement. Il s'oppose à l'Obamacare, mais refuse l'arrêt des activités gouvernementales, et soutient le droit de porter une arme.

## Historique électoral

### Chambre des représentants
| Année | Chris Gibson | Démocrate |
| ----- | ------------ | --------- |
| Année |              |           |
| 2010  | 54,8 %       | 45,1 %    |
| 2012  | 52,8 %       | 47,2 %    |
| 2014  | 64,5 %       | 35,5 %    |